# Liste des aéroports les plus fréquentés en Argentine
Cet article est une liste des aéroports les plus fréquentés d'Argentine en trafic de passagers. Pour chaque aéroport, les tableaux citent la principale ville associée à l'aéroport, pas (nécessairement) la municipalité où l'aéroport est physiquement situé. 

## Graphique
Pour des raisons techniques, il est temporairement impossible d'afficher le graphique qui aurait dû être présenté ici.

Voir la requête brute et les sources sur Wikidata.

## Trafic de passagers 2019[1]
| Rang | Aéroport                      | AITA | Ville                 | Nombre total de passagers (2019) | Changement (2019 vs 2018) | Rang changement |
| ---- | ----------------------------- | ---- | --------------------- | -------------------------------- | ------------------------- | --------------- |
| 1    | Buenos Aires-Ezeiza           | EZE  | Buenos Aires          | 12706000                         | 13,00%                    | 1               |
| 2    | Buenos Aires-J. Newbery       | AEP  | Buenos Aires          | 12312000                         | -8,00%                    | 1               |
| 3    | Córdoba                       | COR  | Cordoue               | 3490000                          | 4,00%                     | Stable          |
| 4    | Mendoza-El Plumerillo         | MDZ  | Mendoza               | 2325000                          | 15,00%                    | Stable          |
| 5    | San Carlos de Bariloche (en)  | BRC  | Bariloche             | 1850000                          | 20,00%                    | Stable          |
| 6    | Buenos Aires-El Palomar       | EPA  | Buenos Aires          | 1760000                          | 142,00%                   | sept            |
| 7    | Puerto Iguazú                 | IGR  | Puerto Iguazú         | 1565000                          | 42,00%                    | Stable          |
| 8    | Salta                         | SLA  | Salta                 | 1433000                          | 29,00%                    | 2               |
| 9    | Neuquén (en)                  | NQN  | Neuquén               | 1206000                          | 19,00%                    | 1               |
| 10   | San Miguel de Tucumán (en)    | TUC  | San Miguel de Tucumán | 968 000                          | 3,00% a                   | 1               |
| 11   | Ushuaïa                       | USH  | Ushuaia               | 929 000                          | 17,00%                    | Stable          |
| 12   | Rosario - îles Malouines (en) | ROS  | Rosario               | 758 000                          | -12,00%                   | 2               |
| 13   | Comodoro Rivadavia            | CRD  | Comodoro Rivadavia    | 643 000                          | -5,00%                    | 1               |
| 14   | El Calafate                   | FTE  | El Calafate           | 675 000                          | 13,00%                    | Stable          |
| 15   | San Salvador de Jujuy (en)    | JUJ  | Jujuy                 | 389 000                          | -2,00%                    | 1               |

## Référence
1. ↑  « Estadisticas ANAC 2019 »